# Transaminacija
Transaminacija, hemijska reakcija kojom se prenosi amino grupa na ketokiselinu čime se formira nova aminokiselina. Ovaj pristup je odgovoran za deaminaciju većine aminokiselina. Ovo je jedan od glavnih degradacionih puteva kojim se konvertuju esencijalne aminokiseline u neesencijalne aminokiseline (aminokiseline koje mogu da budu sintetisane de novo u organizmu).
Transaminacija se u biohemiji ostvaruje posredstvom enzima zvanog transaminaza ili aminotransferaza. α-ketoglutarat deluje kao predominantna akceptorska aminogrupa i proizvodi se glutamat kao nova aminokiselina.
Aminokiselina + α-ketoglutarat ↔ α-ketokiselina + Glutamat
Glutamatna amino grupa biva prenesena na oksaloacetat u drugoj reakciji transaminacije čime nastaje aspartat.
Glutamat + okaloacetat ↔ α-ketoglutarat + aspartat

## Mehanizmi dejstva
Aminotransferazom katalizovana transaminacija se odvija u dva stupnja. U prvom stupnju, α amino grupa aminokiseline se prenosi na enzim, i formira se korespondirajuća α-ketokiselina i aminovani enzim. Tokom drugog stupnja, amino grupa se prenosi na ketokiselinski akceptor, čime se formira aminokiselinski proizvod uz regeneraciju enzima. Hiralnost aminokiseline biva određena tokom transaminacije. Da bi reakcija mogla da se odvija, aminotransferazi je neophodan koenzim koji sadrži aldehid, piridoksil-5'-fosfat (PLP), derivat piridoksina (vitamina B6). Amino grupa se prihvata konverzijom ovog koenzima u piridoksamin-5'-fosfat (PMP). PLP je kovalentno vezan za enzim kao Šifova baza, vezom koja je formirana kondenzacijom njegove aldehidne grupe sa ε-amino grupom jednog enzimskog  ostatka. Šifova baza, koja je konjugovana na enzimski piridinijumski prsten je focus koenzimske aktivnosti.
Produkat reacija transaminacije zavisi od dostupnosti α-ketokiselina. Produkti su obično bilo alanin, aspartat ili glutamat, pošto su njihove korespondirajuće alpha-ketokiseline formiraju putem metabolizma goriva. Lizin, prolin i treonin su jedine tri aminokiseline koje uvek ne podležu transaminaciji, već radije koriste respektivnu dehidrogenazu.
Alternativni mehanizam
Drugi tip reakcije transaminacije se može opisati kao nukleofilna supstitucija jednog aminskog ili amidnog anjona na aminskoj ili amonijumskoj soli. Na primer, napad na primarni amin primarnim amidnim anjonom se može koristiti za pripremanje sekundarnih amina:
Simetrični sekundarni amini se mogu pripremiti koristeći Rejnijev nikel. Kvaternarne amonijum soli mogu da budu dealkilovane koristeći etanolamin: 
Aminonaftaleni isto tako podležu transaminaciji.

## Tipovi aminotransferaza
Transaminaciju posreduje nekoliko različitih aminotransferaznih enzima. Oni mogu da budu specifični za individualne aminokiseline, ili mogu da imaju sposobnost delovanja na hemijski srodnim kiselinama. Kasniji scenario važi za grupu aminokiselina sa razgranatim bočnim lancom, koja obuhvata leucin, izoleucin i valin. Dva široko zastupljena tipa aminotransferaza su alaninska aminotransferaza (ALT) i aspartatna aminotransferaza (AST).